# Championnat de Tchéquie de football 1995-1996
Navigation
Saison 1994-1995 Saison 1996-1997
La saison 1995-1996 du Championnat de République tchèque de football était la 3e édition de la 1. Liga, le championnat de première division de la jeune République tchèque. Les 16 clubs de l'élite jouent les uns contre les autres lors de rencontres disputées en matchs aller et retour au sein d'une poule unique.
C'est le Slavia Prague qui finit en tête du championnat et remporte le premier titre de champion de République tchèque de son histoire.

## Les 16 clubs participants
- AC Sparta Prague
- SK Slavia Prague
- FC Boby Brno
- SFC Opava - Promu de 2. Liga
- FK Jablonec
- FC Hradec Kralové
- FC Banik Ostrava
- FC Uherske Hradiste - Promu de 2. Liga
- SK Dynamo Ceské Budejovice
- SK Sigma Olomouc
- FK Union Cheb
- Viktoria Plzen
- Slovan Liberec
- FK Viktoria Zizkov
- Petra Drnovice
- FC Svit Zlin

## Compétition

### Classement
Le barème de points servant à établir le classement se décompose ainsi :
- Victoire : 3 points
- Match nul : 1 point
- Défaite : 0 point

| Rang | Équipe                     | Pts | J  | G  | N  | P  | Bp | Bc | Diff |
| ---- | -------------------------- | --- | -- | -- | -- | -- | -- | -- | ---- |
| 1.   | SK Slavia Prague           | 70  | 30 | 23 | 1  | 6  | 68 | 28 | +40  |
| 2.   | SK Sigma Olomouc           | 61  | 30 | 19 | 4  | 7  | 54 | 33 | +21  |
| 3.   | FK Jablonec                | 53  | 30 | 16 | 5  | 9  | 45 | 26 | +19  |
| 4.   | AC Sparta Prague (T) (C)   | 49  | 30 | 14 | 7  | 9  | 56 | 35 | +21  |
| 5.   | Petra Drnovice             | 48  | 30 | 14 | 6  | 10 | 53 | 40 | +13  |
| 6.   | SFC Opava (P)              | 46  | 30 | 13 | 7  | 10 | 40 | 34 | +6   |
| 7.   | Slovan Liberec             | 44  | 30 | 12 | 8  | 10 | 34 | 30 | +4   |
| 8.   | FC Boby Brno               | 43  | 30 | 12 | 7  | 11 | 39 | 42 | -3   |
| 9.   | Viktoria Plzeň             | 39  | 30 | 11 | 6  | 13 | 33 | 34 | -1   |
| 10.  | FK Viktoria Zizkov         | 37  | 30 | 9  | 10 | 11 | 38 | 43 | -5   |
| 11.  | SK Dynamo Ceské Budejovice | 37  | 30 | 10 | 7  | 13 | 35 | 47 | -12  |
| 12.  | FC Banik Ostrava           | 35  | 30 | 10 | 5  | 15 | 35 | 47 | -12  |
| 13.  | FK Union Cheb              | 33  | 30 | 8  | 9  | 13 | 35 | 47 | -12  |
| 14.  | FC Hradec Králové          | 29  | 30 | 8  | 5  | 17 | 28 | 46 | -18  |
| 15.  | FC Svit Zlin               | 27  | 30 | 6  | 9  | 15 | 17 | 38 | -21  |
| 16.  | FC Uherske Hradiste (P)    | 17  | 30 | 3  | 8  | 19 | 19 | 65 | -46  |

|  | Qualifié pour la Ligue des champions 1996-1997                                                     |
|  | Qualifié pour la Coupe des Coupes 1996-1997                                                        |
|  | Qualifié pour la Coupe UEFA 1996-1997                                                              |
|  | Qualifié pour la Coupe Intertoto 1996                                                              |
|  | Relégation en 2e division                                                                          |
|  | (T) : Tenant du titre (C) : Vainqueur de la Coupe de République tchèque (P) : Promu de 2e division |

- Le club du FK Union Cheb est relégué en 2.Liga à la suite de grosses difficultés financières.

## Bilan de la saison
| Tableau d'Honneur                             | Tableau d'Honneur |
| Compétition                                   | Vainqueur         |
| --------------------------------------------- | ----------------- |
| Championnat de République tchèque de football | SK Slavia Prague  |
| Coupe de République tchèque de football       | AC Sparta Prague  |

| Qualifications européennes    | Qualifications européennes |
| Ligue des champions 1996-1997 | Qualifié                   |
| ----------------------------- | -------------------------- |
| 1er tour                      | SK Slavia Prague           |
| Coupe des Coupes 1996-1997    | Qualifié                   |
| 1er tour                      | AC Sparta Prague           |
| Coupe UEFA 1996-1997          | Qualifié                   |
| 1er tour                      | SK Sigma Olomouc           |
| Coupe Intertoto 1996          | Qualifié                   |
| Phase de poules               | SFC Opava                  |

| Promotion et relégation | Promotion et relégation                        |
| ----------------------- | ---------------------------------------------- |
| Relégués en 2.Liga      | FK Union Cheb FC Svit Zlin FC Uherske Hradiste |
| Promus en 1.Liga        | FK Teplice FC Bohemians Prague MFK Karvina     |